# Campionat Sud-americà de futbol de 1921
El Campionat sud-americà de futbol de 1921 fou la cinquena edició del campionat. Es disputà a Buenos Aires, Argentina entre el 2 i el 30 d'octubre de 1921.

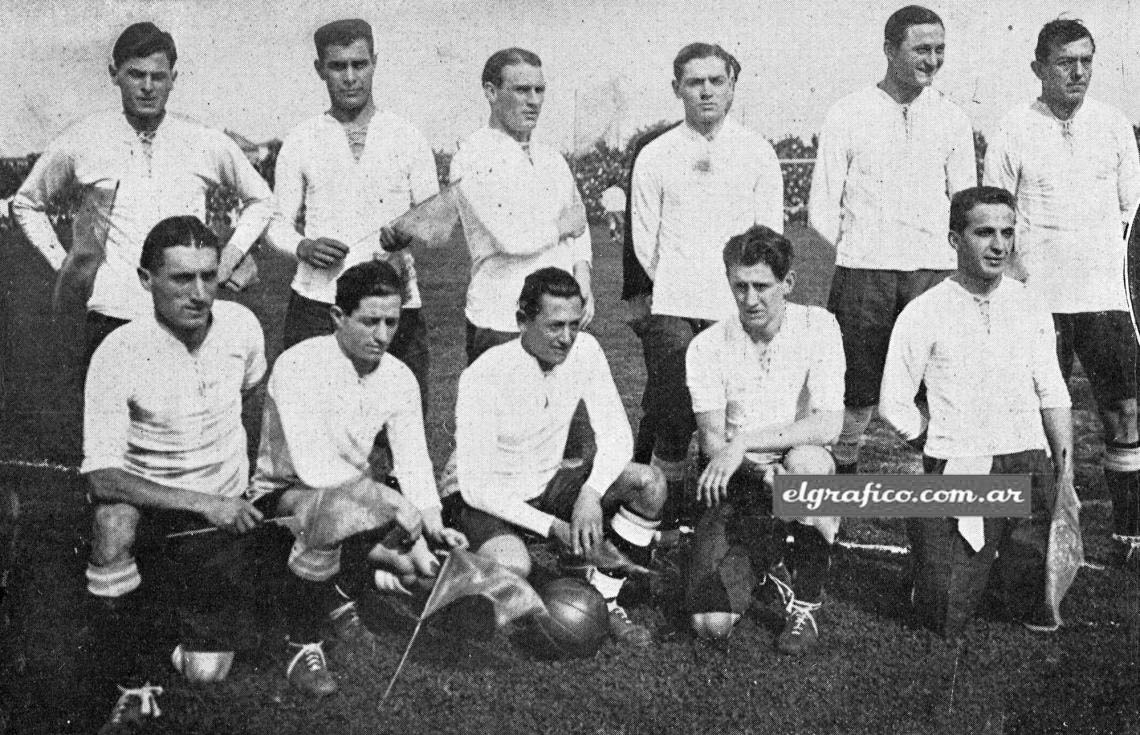
Equip argentí campió del torneig.

Els països participants van ser Argentina, Brasil, Paraguai i Uruguai. Xile també fou convidat però no hi prengué part.
Fou guanyat per l'Argentina amb el Brasil segon.

## Estadis
| Buenos Aires              | Buenos Aires |
| ------------------------- | ------------ |
| Estadio Sportivo Barracas |              |
| Capacitat: 30.000         |              |
|                           |              |

## Ronda final
Cada país s'enfrontà a cadascun de la resta de participants. Dos (2) punts s'atorgaren per victòria, un (1) punt per empat i zero (0) punts per derrota.
| Equip     | PJ | PG | PE | PP | GF | GC | DG | Pts |
| --------- | -- | -- | -- | -- | -- | -- | -- | --- |
| Argentina | 3  | 3  | 0  | 0  | 5  | 0  | +5 | 6   |
| Brasil    | 3  | 1  | 0  | 2  | 4  | 3  | +1 | 2   |
| Uruguai   | 3  | 1  | 0  | 2  | 3  | 4  | −1 | 2   |
| Paraguai  | 3  | 1  | 0  | 2  | 2  | 7  | −5 | 2   |

| Argentina     | 1–0 | Brasil |
| ------------- | --- | ------ |
| Libonatti 27' |     |        |

| Paraguai             | 2–1 | Uruguai        |
| -------------------- | --- | -------------- |
| Rivas 9' · López 66' |     | Piendibene 83' |

| Paraguai | 0–3 | Brasil                          |
| -------- | --- | ------------------------------- |
|          |     | Machado 21', 44' · Candiota 46' |

| Argentina                                   | 3–0 | Paraguai |
| ------------------------------------------- | --- | -------- |
| Libonatti 1' · Saruppo 71' · Echeverría 76' |     |          |

| Uruguai       | 2–1 | Brasil     |
| ------------- | --- | ---------- |
| Romano 1', 8' |     | Zezé I 53' |

| Argentina     | 1–0 | Uruguai |
| ------------- | --- | ------- |
| Libonatti 57' |     |         |

## Resultat
| Campionat Sud-americà 1921 |
| -------------------------- |
|                            |
| Argentina Primer títol     |

## Golejadors
3 gols
- Julio Libonatti

2 gols
- Ernesto Machado
- Ángel Romano

1 gol
- Raúl Echeverría
- Blas Saruppo
- Aníbal Médicis Candiota
- Zezé I
- Ildefonso López
- Gerardo Rivas
- José Piendibene